# Acmonia
Acmonia (Akmonia, grec antic: Ἀκμωνία) va ser una ciutat dàcia esmentada per Ptolemeu.
Estava situada prop de l'actual ciutat de Zavoi. El fort romà d'Acmonia era a prop.

### Antic
- Anonymous. Tabula Peutingeriana (en llatí), n.d..
- Ptolemy, Claudius. Geographia.  Sumptibus et typis Caroli Tauchnitii, n.d.. (in Ancient Greek).

### Modern
- Olteanu, Sorin. «Linguae Thraco-Daco-Moesorum – Toponyms Section» (en romanès). Linguae Thraco-Daco-Moesorum. Arxivat de l'original el 16 juliol 2011. [Consulta: 3 gener 2010].